# Serpins
Serpins ist eine Ortschaft und Gemeinde in Portugal.

## Geschichte
Die Ortschaft bestand vermutlich bereits unter römischer Herrschaft und wurde erstmals unter arabischer Herrschaft im Jahr 943 offiziell dokumentiert. König D. Manuel I. gab Serpins 1514 Stadtrechte und machte es als Vila zum Sitz eines eigenen Verwaltungskreises.
Im Zuge der Verwaltungsreformen nach der Liberalen Revolution 1822 und dem folgenden Miguelistenkrieg wurde der eigenständige Kreis Serpins im Jahr 1836 aufgelöst.
Einigen Aufschwung nahm der Ort dann ab 1930, mit der Verlängerung der Eisenbahnstrecke Ramal da Lousã bis Serpins. In der Folge entstanden einige Industriebetriebe, insbesondere der Holzverarbeitung. Zu nennen ist dabei die Papierfabrik Fábrica de Papel do Boque.

## Verwaltung
Serpins ist eine Gemeinde (Freguesia) im Kreis (Concelho) von Lousã, im Distrikt Coimbra. Am 19. April 2021 hatte die Gemeinde 1711 Einwohner auf einer Fläche von 36,1 km².
Folgende Ortschaften und Ortsteile gehören zur Gemeinde Serpins:

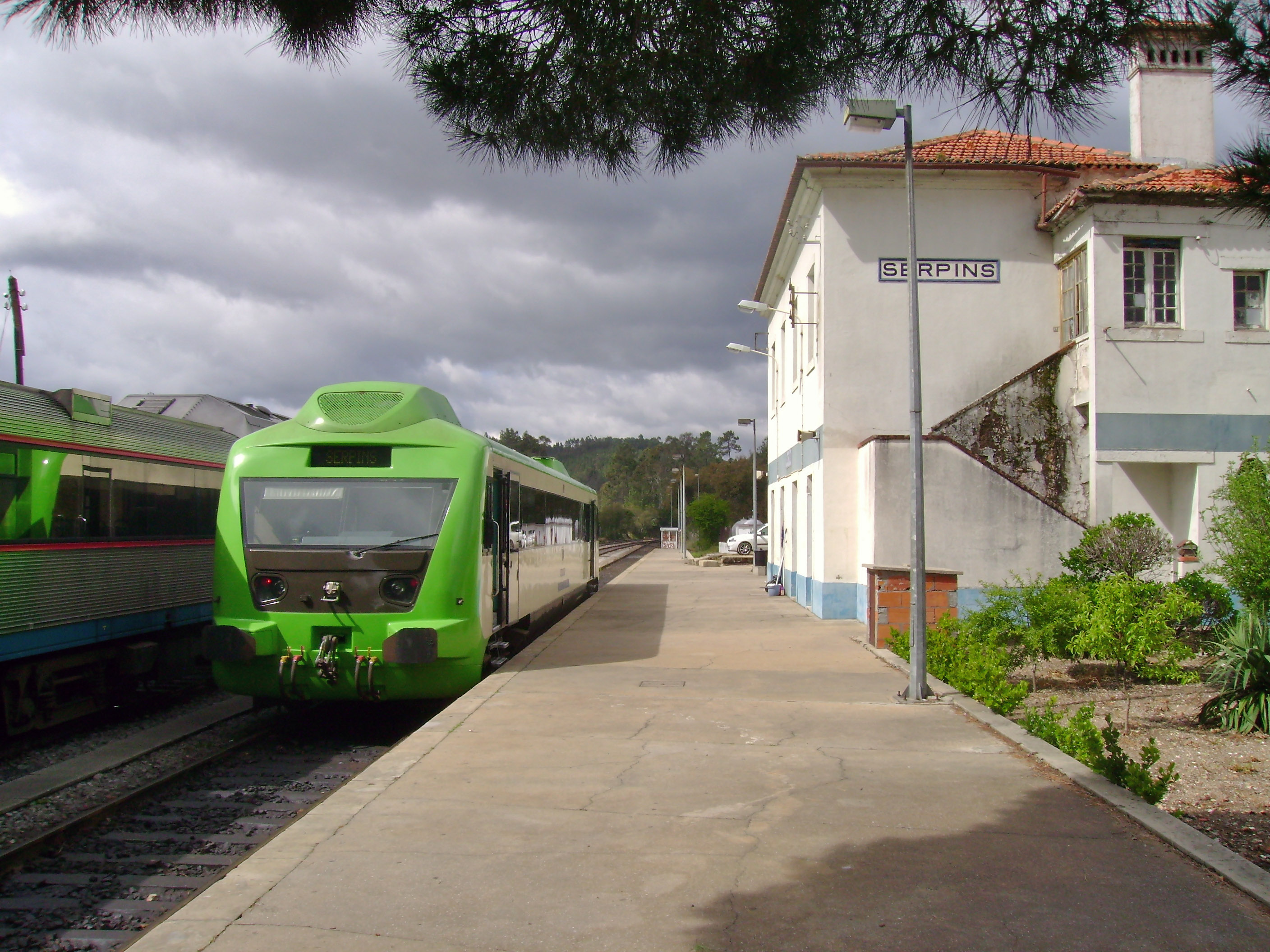
Regionalzüge der CP-Baureihe 0350 im Bahnhof Serpins (2008)

| - Alcaide - Almas - Amiais - Avessada - Bairro da Estação - Boavista - Braçal - Breja - Cabril - Campos - Casal de Santo António - Casal São Miguel | - Catassilva - Chã - Codessais - Covas - Feira dos Bois - Fonte Fria - Gândara - Golpilhares - Levegadas - Lomba - Lomba de Alveite - Maria Mendes | - Matas - Moinho Velho - Moinhos - Outeiro - Passal - Pereiro - Pico - Ponte - Póvoa - Quatro Águas - Quinta - Rascoas | - Redoiça - Relvas - Ribeira Cimeira - Ribeira do Conde - Ribeira Fundeira - Rodas - Santo Aleixo - Santo Ovídeo - Serobela - Silvares - Soutelã - Soutelo | - Terra da Gaga - Tojal - Valada - Vale Carvalhos - Vale Figueira - Vale Madeiros - Vale Raíz - Valeiro - Vila Cova do Barro |

## Verkehr
Der Ort war seit 1930 an das Eisenbahnnetz des Landes angeschlossen, mit seinem Bahnhof der Strecke Ramal da Lousã. 2009 wurde der Betrieb eingestellt, um die Metro Mondego zu bauen. Im Zeichen der Finanzkrise des Landes in Folge der internationalen Bankenkrise 2007 ist das Projekt vorerst ausgesetzt. Schienenersatzverkehr mit Bussen ersetzt die Linie seither.
Über die Nationalstraße N342 ist Serpins mit der etwa 8 km südwestlich liegenden Kreisstadt Lousã verbunden. Nordöstlich kreuzt die N342 nach etwa 4 km die Nationalstraße N2 bei Vila Nova do Ceira, die zur 6 km östlich liegenden Kleinstadt Góis und zur etwa 30 km westlich liegenden Distrikthauptstadt Coimbra führt.